# Gabalavci
Gabalavci (macedónul: Габалавци) település Észak-Macedóniában, a Pelagonijai körzet Bitolai járásában.

## Népesség
| Lakosok száma | 228  | 258  | 286  | 277  | 301  | 214  | 146  | 114  | 69   |
|               | 1948 | 1953 | 1961 | 1971 | 1981 | 1991 | 1994 | 2002 | 2021 |

2002-ben 114 lakosa volt, akik mindannyian macedónok.